# NGC 1384
NGC 1384 (również PGC 13448) – galaktyka spiralna (Sc), znajdująca się w gwiazdozbiorze Byka. Odkrył ją Albert Marth 20 października 1864 roku.